# باربارا ترنر
باربارا ترنر (انگلیسی: Barbara Turner؛ ‏ ۱۴ ژوئیهٔ ۱۹۳۶ – ۵ آوریل ۲۰۱۶) فیلم‌نامه‌نویس، بازیگر اهل ایالات متحده آمریکا بود. وی مادر بازیگر آمریکایی جنیفر جیسن لی بود و بین سال‌های ۱۹۵۷ تا ۲۰۱۶ میلادی فعالیت می‌کرد.
از فیلم‌ها یا مجموعه‌های تلویزیونی که وی در آن‌ها نقش داشته است، می‌توان به سوءظن، بن کیسی، آلوکا برتر، ویرجینیایی، مارگو در مراسم عروسی، سرباز آبی، کمپانی، پولاک، جورجیا، کوجو و در انتظار مرگ اشاره نمود.